# Eric S. Raymond
Eric Steven Raymond (nacido el 4 de diciembre de 1957), también conocido como ESR, es el autor de La catedral y el bazar, ("The Cathedral & the Bazaar", en inglés) y el responsable actual del  Jargon File  (también conocido como.). Si bien con el  Jargon File  obtuvo fama como historiador de la cultura hacker, se convirtió después de 1997 en una figura líder en el Movimiento del Open Source y el Código abierto. Hoy día es uno de sus personajes más famosos y controvertidos.
Raymond es un neopagano, un confeso anarcocapitalista, y un defensor del derecho a poseer y utilizar armas de fuego. Tiene un gran interés en la ciencia ficción. Es músico amateur y cinturón negro de taekwondo.

## Biografía
Nacido en Boston, Massachusetts en 1957, sufre una leve parálisis cerebral congénita, Raymond vivió en tres continentes antes de establecerse en Pensilvania en 1971. Su compromiso con la cultura hacker empieza en 1976, y escribió su primer proyecto de código abierto en 1982.
Fue el coordinador del cliente de correo electrónico Fetchmail. También colaboró con los modos de edición de Emacs y coescribió porciones de la biblioteca GNU ncurses. Ha escrito una implementación en C del lenguaje de programación de parodia INTERCAL.
Es suyo el aforismo "Con los suficientes ojos, todos los errores son fáciles de encontrar". Reconoce a Linus Torvalds la inspiración de esta cita, que denomina como "Ley de Linus". La fuente principal de esta es el libro La catedral y el bazar, el cual se considera su obra más importante. Además, ESR frecuentemente escribe ensayos, muchos de tema político, que pueden encontrarse a la red. Se lo conoce más por su estilo ávido y persuasivo al escribir, que como programador.
Tras 1997, se convirtió en uno de los principales teorizadores del movimiento del código abierto y uno de los fundadores del Open Source Initiative. Tomó el papel de embajador del código abierto en la prensa, los negocios y en la cultura de masas.
Por un tiempo fue un polémico bloggero, hasta 2006 en que dejó de hacerlo, retomándolo en 2008, citando problemas judiciales como causa de su silencio.
De entre sus éxitos, hace falta destacar su contribución en la liberación del código de Netscape para acontecer el proyecto Mozilla en 1998. Se le reconoce haber llevado el código abierto a los círculos de Wall Street de una forma más efectiva que anteriores partidarios.

## Crítica
La figura de Eric ha estado envuelta en distintas controversias:

### Controversias con comunidad hacker
Se ha hecho famoso inicialmente por la adopción del Jargon File. Desde entonces, muchos hackers se han sentido insatisfechos por el control centralizado a las aportaciones del proyecto, algunas adiciones y ediciones que ha hecho, y la supresión de ciertos términos por haber sido datados (algo no común en los proyectos de diccionarios históricos). Aquellos que apoyan a Raymond argumentan que nadie ha hecho ningún caso para hacer una bifurcación del proyecto y convertirse en coordinador de esa nueva versión.

### Conflictos con miembros de la comunidad de software libre
Los críticos acusan a Raymond de secuestrar el movimiento del software libre para su propia promoción personal. Se dice que a menudo ha puesto pegas a otros líderes y oradores del movimiento. Su desacuerdo con Richard Stallman y la postura de la Free Software Foundation con respecto a la ética del software libre en favor de una visión más mercantil, ha exacerbado las tensiones preexistentes a la comunidad. Incrementó la fricción haciendo una charla en Microsoft, y se dice que aceptó stock options a cambio de dar credibilidad a VANO Software.
También hubo malestar entre Raymond y los desarrolladores del núcleo Linux, después de que se rechazara la incorporación de CML2, una configuración del kernel alternativa que había desarrollado.
Además, su temperamento ha provocado tensiones con otros partidarios del código abierto, por ejemplo con Bruce Perens. Este hizo públicos en las listas de correo de Debian unos mensajes que recibió de Raymond que le hacían temer por su integridad física.
Raymond afirma que es un desarrollador principal de Linux, cosa que le ha hecho recibir muchas críticas, porque ningún código suyo ha sido aceptado nunca al núcleo Linux. Su mayor contribución en código ha sido en los proyectos fetchmail, ncurses y a los modos de edición de Emacs. Esta carencia de credenciales, provocó una respuesta a Richard Stallman al ensayo "Calla y enséñales el código". Raymond respondió a estas críticas en su ensayo "¡Toma mi trabajo, por favor!", donde argumenta que si alguien está cualificado y dispuesto a representar el código abierto en cualquier parte del mundo, él lo seguirá.

### Controversias no técnicas
Durante el verano del 2003, Raymond expuso sus opiniones políticas en su blog: la diferencia de cociente intelectual, el terrorismo y la guerra de Irak en su blog; provocando un alud de críticas. También ha sido acusado de haber modificado el Jargon File para poder reflejar sus propias opiniones sobre la guerra.
También ha expresado la opinión de que, a diferencia de los Estados Unidos de América, Europa se colapsará en un futuro próximo por los problemas relacionados con la inmigración, especialmente la musulmana.

## Libros
- 1992, Una breve historia de los hackers
- 1997, La catedral y el bazar
- 1999, Colonizando la noosfera
- 2001, El caldero mágico
- La venganza de los hackers
- 2003, El Arte de Programar Unix